# Bundesstraße 32
Pour les articles homonymes, voir B32 et Route 32.
La Bundesstraße 32 (abrégé en B 32) est une Bundesstraße reliant Hechingen à Rothenbach.

## Localités traversées

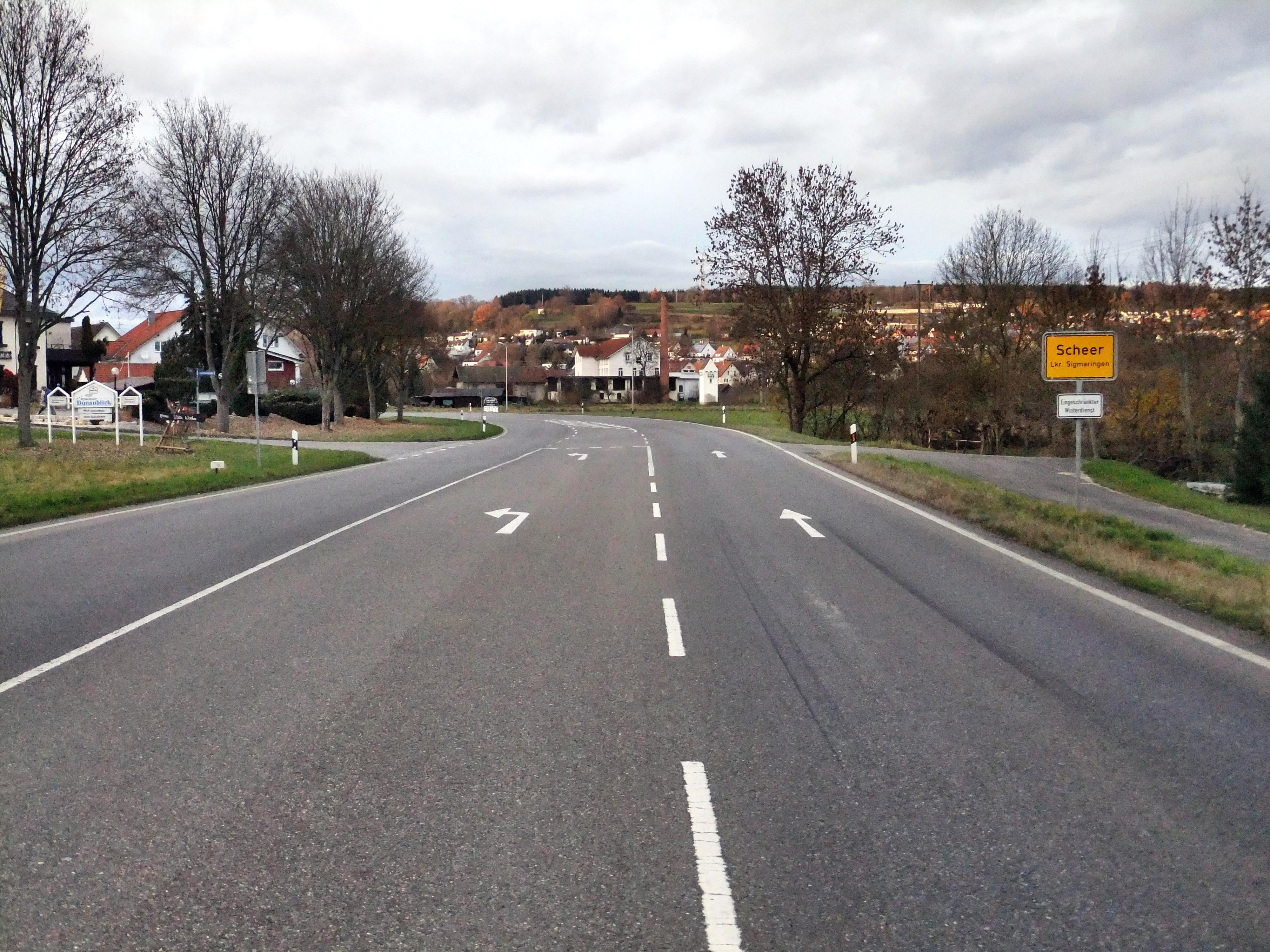
L'entrée de Scheer (Bade-Wurtemberg) depuis Mengen sur la route fédérale 32.

- Hechingen
- Gammertingen
- Sigmaringen
- Mengen
- Herbertingen
- Bad Saulgau
- Altshausen
- Ravensbourg
- Wangen im Allgäu
- Rothenbach